# Time Honoured Ghosts
Time Honoured Ghosts è un album della band rock britannica Barclay James Harvest, pubblicato nel 1975.

## Formazione
- John Lees - voce, chitarra
- Les Holroyd - voce, basso
- Stuart Wolstenholme - voce, tastiera
- Mel Pritchard - batteria

## Tracce
1. In My Life – 4:39
2. Sweet Jesus – 3:30
3. Titles – 3:49
4. Jonathan – 4:45
5. Beyond The Grave – 4:08
6. Song For You – 5:20
7. Hymn For The Children – 3:39
8. Moongirl – 4:51
9. One Night – 5:21